# Chris Tucker
Christopher Tucker (sinh ngày 31 tháng 8 năm 1971 tąi Atlanta) là một nam  diễn viên  và  nhà sản xuất phim   người Mỹ .Ông được biết đến với vai Smokey trong Friday và vai Detective James Carter trong Rush Hour. Tucker trở thành diễn viên tấu hài ở Def Comedy Jam thập niên 1990. Ông cũng diễn xuất trong phim của Luc Besson tựa The Fifth Element, phim của Quentin Tarantino Jackie Brown, và phim của David O. Russell tựa Silver Linings Playbook và Money Talks

## Tiểu sử
Tucker sinh ngày 31 tháng 8 năm 1971, ở Atlanta, Georgia,con trai út của Mary Louise (nhũ danh Bryant) và Norris Tucker.Là một trong 6 người con, Tucker đã học trong cuộc sống mà hài hước có sức hút để thu hút sự chú ý của mình cả ở trường học và ở nhà.Cha của ông là một nhà kinh doanh độc lập sở hữu một dịch vụ dọn dẹp.. Tucker lớn lên ở Decatur, Georgia; Và, sau khi tốt nghiệp trường Trung học Columbia ở Decatur,ông chuyển tới Los Angeles, California để theo đuổi sự nghiệp làm phim hài và diễn xuất.